# Пола Гокінс
Паула Фікес Гокінс (англ. Paula Fickes Hawkins; 24 січня 1927, Солт-Лейк-Сіті, Юта — 4 грудня 2009, Вінтер-Парк, Флорида) — американська політична діячка-республіканець, сенатор США від штату Флорида з 1981 до 1987 року.
З 1944 до 1947 року вона навчалась в Університеті штату Юта. Гокінс працювала членом Комісії Флориди з державної служби (1972–1979), віцепрезиденткою Air Florida (1979–1980), директоркою Rural Telephone Bank Board (1972–1978), членом Комісії Президента з питань Стипендії Білого дому (1975), входила до Федерального управління у справах споживачів енергії (1974–1976). 1978 року вона була кандидаткою у віцегубернатори Флориди.